# Locomotiva FS 235
Le locomotive FS 235 sono dei mezzi di trazione di manovra a scartamento normale utilizzati in servizio di manovra a partire dal 1957 sugli impianti ferroviari dell'infrastruttura ferroviaria nazionale. Sono state costruite in diverse serie e con caratteristiche differenti in tempi ed ordinazioni successive.

## Storia
Il primo gruppo di 17 locomotive venne consegnato alle FS nel 1957 dalla Antonio Badoni Lecco (ABL); immatricolato con la numerazione 235.0001-0017 era equipaggiato da un motore Diesel ad iniezione indiretta di costruzione Carraro a 6+6 cilindri a V della potenza di 260 kW. Il convertitore di coppia era del tipo idrostatico Hydro-Titan e la trasmissione di moto era con contralbero e biella di accoppiamento delle ruote.
L'anno successivo vennero acquisite ulteriori 9 locomotive della Jenbach costruite su licenza dall'Officina Meccanica della Stanga, immatricolate come 235.6001-6009 ed equipaggiate di un motore diesel ad iniezione diretta ad 8 cilindri a V della potenza di 298 kW. La trasmissione era del tutto diversa in quanto dotata di convertitore di coppia idrodinamico Voith e trasmissione ad albero cardanico con ponte di ingranaggi. Anche la lunghezza del rotabile era superiore in quanto di 9,2 m.
Tutte le 235 della serie 6000 risultano ritirate dal servizio. L'ultima ad essere accantonata, il 15 luglio 1986, fu la 235.6009 del deposito locomotive di Sulmona, sostituita da una 245.
Tra 1959 e 1960 venne fornita l'ultima serie dall'industria OM di Milano anch'essa differente dalle due precedenti in quanto dotata di motore sovralimentato ad iniezione diretta a 6 cilindri verticali della potenza di 283 kW. Il convertitore di coppia era di costruzione SRM, veniva collegato per mezzo di una frizione a dischi multipli ed aveva la trasmissione come quella dei Badoni a contralbero e biella motrice. La lunghezza totale del rotabile era aumentata ancora a 9,4 m. Le OM vennero immatricolate come 235.3001-3018 e l'ultima immatricolata che era il prototipo della serie ricevette il numero 235.3099.

## Caratteristiche
Alcune serie con trasmissione a bielle vennero costruite riutilizzando i telai di vecchie locomotive del gruppo 835 dismesse. La locomotiva fu dotata di impianto frenante ad aria compressa di tipo Westinghouse. Anche le sabbiere venivano azionate ad aria compressa. Complessivamente il gruppo si compone di 4 serie, le cui macchine hanno caratteristiche sia tecniche che estetiche diverse.
Serie 0000

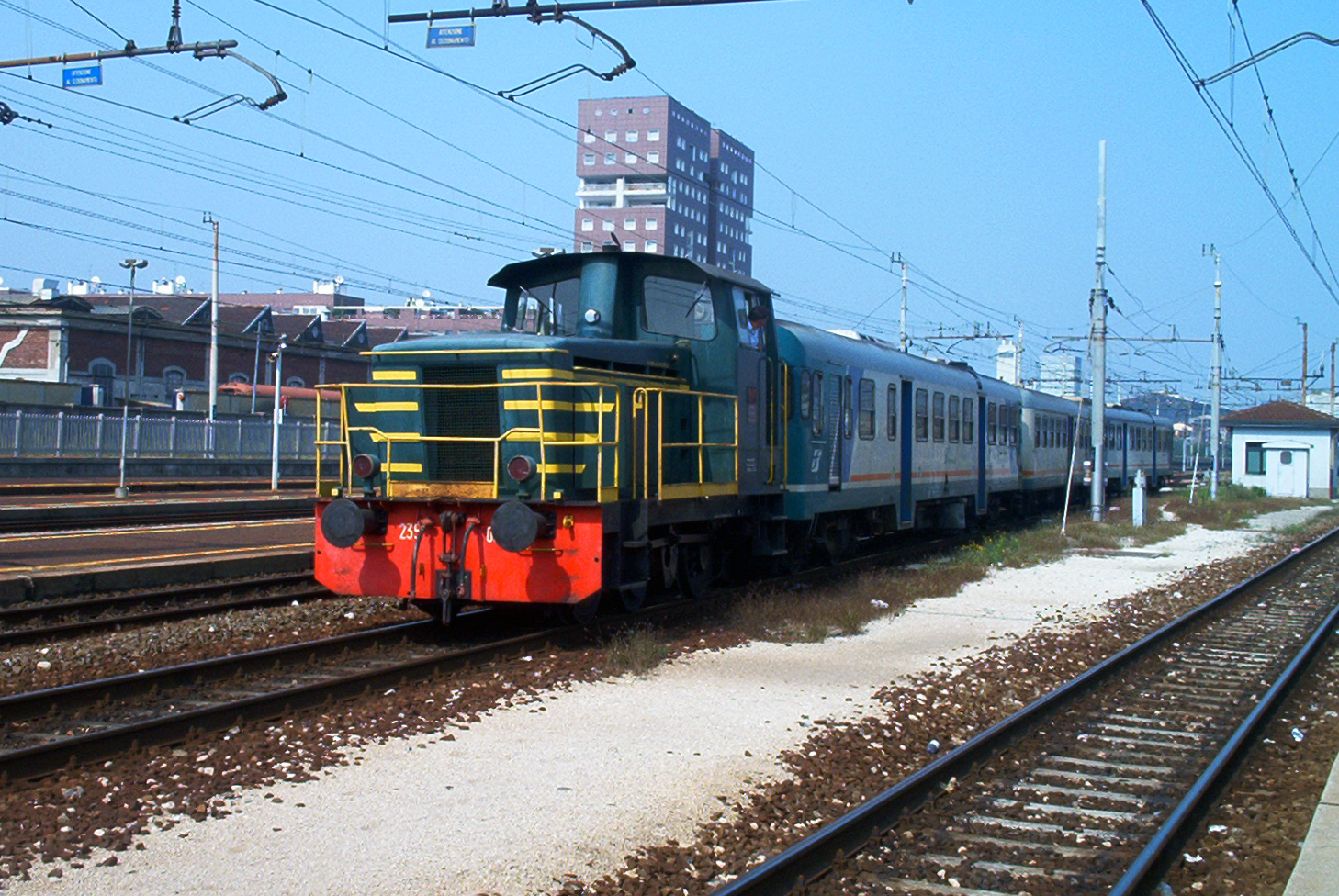
235 serie 0007 trasformata.

Prima serie del gruppo, venne originariamente costruita dalla Badoni e trasformate in 12 unità dalle stesse FS tra il 1975 e il 1979, cambiando motori, cambio, cabine e cofano.
Le unità costruite tra il 1957 e il 1958 avevano in origine motore Diesel Carraro XCB 12 di 12 cilindri a V di 60°, Potenza di taratura 234 kW a 1.300 giri/min, trasmissione idraulica idrostatica Hydro Titan von Roll, che permettevano alle unità una velocità massima di 44 km/h in manovra e 65 km/h in linea. La lunghezza totale era di 7.625 mm, il passo era di 2.350 + 1.420, per un totale di 3.725 mm, il diametro delle ruote di 1.070 mm e la massa in servizio di 36 tonnellate.
Le 12 unità trasformate tra il 1975 e il 1979 dalle Officine FS hanno sostituito il motore diesel originario con motore motore Diesel BRIF ID 36 N8V di 8 cilindri a V di 90° che aveva una Potenza di taratura 230 kW (313 CV) a 1.560 giri/min e Potenza nominale UIC di 160 kW (215 CV); la trasmissione venne sostituita con trasmissione idraulica idrodinamica Voith L 24 U. La velocità massima raggiunta dopo i lavori di trasformazione era di 35 km/h in manovra e 50 km/h in linea. La lunghezza totale passò a di 7.685 mm, rimasero inalterati il passo mentre vennero cambiate le ruote il cui diametro passò a 1.090 mm; la massa in servizio dopo i lavori di trasformazione era di 34 tonnellate.
Le unità dopo i lavori di trasformazione hanno mantenuto gli stessi progressivi.  La 235.0006, prima unità a ricevere la trasformazione, ha mantenuto per diverso tempo cabina e cofano di origine.

Serie 3000

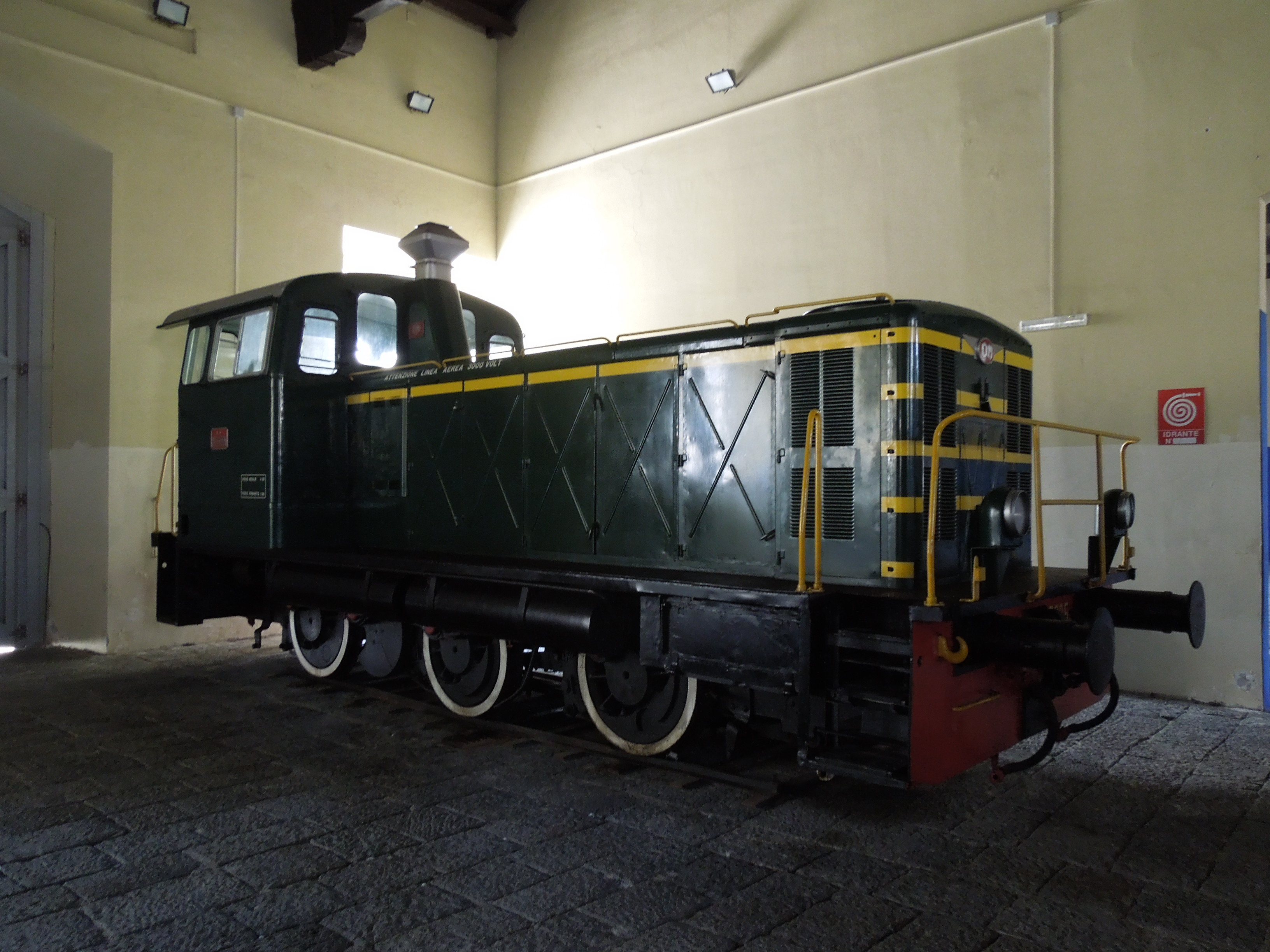
235 serie 3000.
235 esemplare prototipo 3099.

Di costruzione OM del 1961. Esteticamente simile al gruppo 234, dal quale differisce essendo più grande e con biellismo strutturato diversamente. L'unità 3099 prototipo venne acquisita dalle FS nel 1959 e immatricolata originariamente come 245.3301, nel 1966 venne modificata per risultare più simile alla serie 3000 del gruppo. La differenza più evidente risulta essere nella grande griglia frontale.
Serie 6000
Costruite dalla Stanga su licenza Jenbach nel 1960 in 9 unità, nominate HD350C39 dalla fabbrica e facenti parte della famiglia JW400. Esteticamente molto simili alle 225.6000, si differenziano da queste ultime per essere generalmente più grandi, più potenti ed avere il terzo asse.
Serie 7000
Serie di 2 unità costruite tra il 1957 e il 1958 dalla Deutz, vennero acquisite dalle FS nel 1969. A differenza delle altre, questa serie ha la cabina in posizione centrale.

### Caratteristiche per serie
|      | Classificazione   | Numero unità       | Anni costruzione | Costruttori     | Motore         | Trasmissione                   | Vmax manovra (km/h) | Vmax linea (km/h) | Lunghezza (mm) | Passo (totale, mm) | Diametro ruote (mm) | Massa reale (t) |
| ---- | ----------------- | ------------------ | ---------------- | --------------- | -------------- | ------------------------------ | ------------------- | ----------------- | -------------- | ------------------ | ------------------- | --------------- |
| 0000 | 0001-0017         | 17                 | 1957-58          | ABL             | Carraro XCB 12 | idraulica Hydro Titan von Roll | 44                  | 65                | 7 625          | 3 725              | 1 070               | 36              |
| 0000 | 0001-0017         | 12 (post-modifica) | 1975-79          | FS              | BRIF ID 36 N6V | idraulica Voith L 24 U         | 35                  | 50                | 7 685          | 3 725              | 1 090               | 34              |
| 3000 | 3001-3018 (+3099) | 19                 | 1961             | OM              | OM-Saurer SDL  | idraulica OM-SRM DS 1,2/1,3 V8 | 40                  | 50                | 9 540          | 4 000              | 1 070               | 39              |
| 6000 | 6001-6009         | 9                  | 1960             | Jenbach, Stanga | Jenbach JW 400 | idraulica Voith L 26/St        | 40                  | 50                | 9 300          | 4 500              | 1 040               | 39              |
| 7000 | 7001-7002         | 2                  | 1957-58          | Deutz           | Deutz T6m 625  | idraulica Voith L 37 U         | 35                  | 52                | 9 050          | 4 000              | 1 100               | 42              |